# Стороневичи
Стороневичи (укр. Стороневичі) — село в Добромильской городской общине Самборского района Львовской области Украины.
Население по переписи 2001 года составляло 202 человека. Занимает площадь 0,46 км². Почтовый индекс — 82013. Телефонный код — 3238.